# 唯識三十頌
唯識三十頌（ゆいしきさんじゅうじゅ、梵: Triṃśikā-vijñapti-mātratā, トリンシカー・ビジュニャプティ・マートラター）は、大乗仏教唯識派の世親が著した唯識の思想を要約した30のサンスクリット語偈頌。
原題は「トリンシカー」（triṃśikā）が「三十頌」、「ビジュニャプティ・マートラター」（vijñapti-mātratā）が「唯識」、総じて「唯識についての三十頌」の意。
主に識転変などが説かれる
また世親の著書を護法が注釈しており、それを玄奘が漢訳して『成唯識論』を記し、これは法相宗（唯識宗）の重要な論典のひとつとなった。

## 翻訳
- 漢訳「唯識三十頌」 - 玄奘による[1]
- 漢訳「転識論」- 真諦による[1]